# Verdades Secretas II
Verdades Secretas II é uma telenovela brasileira produzida pelos Estúdios Globo e exibida originalmente no Globoplay entre 20 de outubro e 17 de dezembro de 2021, em 50 capítulos. Sequência de Verdades Secretas, de 2015, é também a primeira telenovela brasileira exclusivamente criada para streaming.
Escrita por Walcyr Carrasco, com colaboração de Nelson Nadotti, Vinícius Vianna e Márcio Haiduck, teve a direção de Isabella Gabaglia, Bruno Safadi, Fellipe Gamarano Barbosa, Augusto Lana e Gabriela Amaral. A direção geral e artística foi de Amora Mautner. Contou com as atuações de Camila Queiroz, Agatha Moreira, Rômulo Estrela, Maria de Medeiros, Rainer Cadete, Sérgio Guizé, Erika Januza e Gabriel Braga Nunes nos papéis centrais.

## Enredo
Após a morte do marido Guilherme (Gabriel Leone), a agora adulta Arlete/Angel (Camila Queiroz) se descobre falida e sem condições de cuidar sozinha do filho pequeno doente, Fabrício (Bernardo Lessa). Por este motivo, volta a trabalhar como modelo, com o apoio do antigo amigo e booker Visky (Rainer Cadete), que agora trabalha na agência de modelos de Blanche Labelle (Maria de Medeiros), a Blanche Models, e também retorna ao book rosa, se submetendo aos fetiches do sadomasoquista Percy (Gabriel Braga Nunes).
Giovanna (Agatha Moreira), antiga rival de Angel, está de volta ao Brasil, e quer provar que foi a modelo quem matou seu pai, Alex (Rodrigo Lombardi), para que possa tomar posse da herança, já que o corpo dele ainda está desaparecido. Para este fim, contrata Cristiano (Rômulo Estrela), um charmoso investigador particular que se infiltra na Blanche Models para conseguir uma confissão de Angel e a seduz, formando assim um perigoso triângulo amoroso com Giovanna, que também se envolve com ele.
Já Blanche mantém um caso com o modelo Joseph (Ícaro Silva) e se interessa por Ariel (Sérgio Guizé), esposo da modelo Laila (Erika Januza), que Blanche passa a manipular psicologicamente para a afastar de Ariel. Uma das principais clientes da agência é a estilista Betty (Deborah Evelyn), esposa de Lorenzo (Celso Frateschi) e madrasta de Giotto (Johnny Massaro) e Irina (Julia Stockler). Betty também faz uso do book azul e se apaixona pelo modelo Matheus (Bruno Montaleone), sem saber que este também se envolveu com seu marido e seus enteados.

## Elenco
| Intérprete           | Personagem                     |
| -------------------- | ------------------------------ |
| Camila Queiroz       | Arlete Brito Lovatelli (Angel) |
| Agatha Moreira       | Giovanna Lovatelli Ticiano     |
| Rômulo Estrela       | Cristiano Valença              |
| Maria de Medeiros    | Blanche Labelle                |
| Rainer Cadete        | Visky Borelli Novaes           |
| Sérgio Guizé         | Ariel Nolasco                  |
| Erika Januza         | Laila Torres                   |
| Gabriel Braga Nunes  | Percival Biancchini (Percy)    |
| Deborah Evelyn       | Elizabeth Ewbank (Betty)       |
| Ícaro Silva          | Joseph                         |
| João Vítor Silva     | Bruno Lovatelli                |
| Johnny Massaro       | Giotto Gandolfi                |
| Júlia Byrro          | Lara Cunha (Lua)               |
| Bruno Montaleone     | Matheus                        |
| Daniel Andrade       | Lúcio Desantis                 |
| Guilhermina Guinle   | Pia Lovatelli                  |
| Dida Camero          | Lourdes Lima (Lourdeca)        |
| Jonathan Azevedo     | Eurípedes                      |
| Paula Burlamaqui     | Aline                          |
| Maria Luísa Mendonça | Araídes Cunha                  |
| Zezé Polessa         | Berta                          |
| Celso Frateschi      | Lorenzo Gandolfi               |
| Rodrigo Pandolfo     | Benjamin Nunes (Benji)         |
| Julia Stockler       | Irina Gandolfi                 |
| Júlio Machado        | Nicolau                        |
| Gabriel Vieira       | Tadeu                          |
| Adriano Toloza       | Igor Lovatelli                 |
| Rhay Polster         | Chiara                         |
| Aline Borges         | Thaís                          |
| Gláucio Gomes        | Robério                        |
| Kelner Macêdo        | Mark                           |
| Mayara Russi         | Vitória                        |
| Malu Ogata           | Reiko                          |
| Giovana Echeverria   | Lisa                           |
| Luciana Fernandes    | Nalva                          |
| Lucianna Magalhães   | Jandira                        |
| Iza Moreira          | Giulia                         |
| Clara Choveaux       | Tânia                          |
| Eduardo Reyes        | Edney                          |
| Juan Biolchini       | Modelo 1                       |
| Bernardo Lessa       | Fabrício Brito Lovatelli       |
| Gabriel Vidal        | Leopoldo Lovatelli             |

Participações especiais

| Intérprete             | Personagem                 |
| ---------------------- | -------------------------- |
| Gabriel Leone          | Guilherme Lovatelli        |
| Rodrigo Lombardi       | Alexandre Ticiano (Alex)   |
| Ângelo Antônio         | Sandoval Novaes            |
| Roberto Frota          | Detetive Francisco Marques |
| Clarissa Pinheiro      | Pâmela                     |
| Mário Hermeto          | Delegado Otto Marques      |
| Ana Paula Botelho      | Josefa                     |
| Anja Bittencourt       | Camélia                    |
| Tatiana Tiburcio       | Diretora Graça             |
| Romeu Evaristo         | Criminalista Pontes        |
| Marcelo Arnal          | Pedro                      |
| Charles Paraventi      | Dr. Menezes                |
| Vinicius Wester        | Leke                       |
| Gabriel Canella        | Abdias                     |
| Maureen Miranda        | Imelda                     |
| Ariane Souza           | Norma                      |
| Emmílio Moreira        | Boris Altman               |
| Gabrielle Gambine      | Gabrielle                  |
| Breno Guedes           | Beto                       |
| Gabriel Montenegro     | Jonas                      |
| Diogo Monteiro         | Átila                      |
| Esther Jablonski       | Juíza                      |
| Felipe Mafra           | Ancel                      |
| Luiz Nicolau           | Helmut                     |
| Rafael Queiroz         | Dr. Ulisses                |
| Séfora Rangel          | homofóbica                 |
| Cristiano Sauma        | traficante de drogas       |
| Hugo Gloss             | Ele mesmo                  |
| Alexandre Herchcovitch | Ele mesmo                  |
| Maria Ribeiro          | Ela mesma                  |

## Produção
Em 2018, surgiram rumores de uma continuação da telenovela exibida em 2015, o autor Walcyr Carrasco declarou em agosto do mesmo ano que estaria disposto a escrever uma sequência da novela, e que deixou "ganchos", como a possibilidade de o empresário Alex na trama não ter morrido. O autor declarou ainda que essa continuação só poderia ocorrer apenas em 2020. No segundo semestre de 2019, o autor confirmou a continuação e entregou a sinopse da novela para a direção da TV Globo em maio de 2020, com previsão de estreia para o segundo semestre de 2021, a segunda temporada de Verdades Secretas terá direção artística de Amora Mautner, mesma parceria de A Dona do Pedaço (2019). A data do início das gravações não foi confirmada por conta da pandemia de COVID-19. Com previsão de cinquenta capítulos, Verdades Secretas 2 será lançada inicialmente na plataforma de streaming Globoplay e posteriormente na TV aberta. No dia 3 de junho de 2020, Camila Queiroz, que interpretou a protagonista, publicou em seu Instagram que a personagem Angel estaria de volta na segunda temporada. Em maio de 2021, a TV Globo confirmou a participação da modelo Júlia Byrro, aos 20 anos de idade, com a personagem Lara na segunda temporada de Verdades Secretas.

### Escolha do elenco
Para a segunda temporada, vários atores que participaram da primeira temporada estavam previstos para retornarem, como Marieta Severo, Reynaldo Gianecchini, Grazi Massafera e Gabriel Leone, enquanto Rômulo Estrela, Gabriel Braga Nunes e Sergio Guizé foram escalados para serem os novos protagonistas masculinos na trama. Posteriormente, Severo, Leone e Massafera optaram por não retornarem a segunda temporada, já que os primeiros estavam escalados para Um Lugar ao Sol, enquanto a segunda achou que a história de sua personagem Larissa já havia se encerrado e não teria motivo para retornar com o papel. A atriz Christiane Torloni foi escalada para, supostamente, assumir o posto de uma nova cafetina dona de uma agência de modelos, porém com as alterações no roteiro, a personagem foi cortada, juntamente com o personagem de Gianecchini. Com a saída de Torloni, a emissora chegou a escalar Renata Sorrah para interpretar a nova cafetina, mas devido a atriz ser parte do grupo de risco do contágio do coronavírus, optaram por retirar sua participação. A participante da vigésima edição do Big Brother Brasil, Rafa Kalimann, era um dos nomes cotados em segredo para a trama, visando sua estreia na televisão como atriz, porém a personagem também foi cortada da história. Erika Januza, Deborah Evelyn, Zezé Polessa, Maria Luísa Mendonça, Jonathan Azevedo, Maria de Medeiros, Aline Borges, Johnny Massaro, Julia Stockler e Paula Burlamaqui foram oficializados no novo elenco da segunda temporada, enquanto Rhay Polster, Júlia Byrro, Mayara Russi, João Gana, Gabriel Vieira, Kelner Macêdo, Malu Ogata e Eli Ferreira farão parte do núcleo dos modelos. Breno Santos interpretaria o modelo Joseph, mais foi substituído sem maiores explicações por Ícaro Silva.
Em julho de 2021, o ator João Gana foi dispensado das gravações após chegar ao conhecimento da emissora um vídeo onde o ator agredia verbalmente e fisicamente sua então namorada. Bruno Montaleone assumiu o papel, chamado Matheus, depois de toda polêmica.

### Controvérsias
Em novembro de 2021, foi anunciado que a atriz Camila Queiroz não participaria do final da produção. Segundo a versão da Globo, a atriz precisaria estender o contrato para a gravação das cenas finais, que estavam previstas para encerrar no dia 10 de novembro e foram postergadas, mas ela solicitou a alteração dos rumos da trama, além da garantia que estaria numa possível terceira temporada para efetuar essa extensão, o que foi negado pela emissora.
Mais tarde, Queiroz publicou uma nota de imprensa no Instagram negando a demissão e disse estar sendo punida pela Globo.
Após o comunicado da Globo, o jornalista Guilherme Amado publicou no Metrópoles um artigo lembrando que essa não foi a primeira vez que Walcyr Carrasco teve um problema com uma protagonista de sua produção devido a uma cena, citando o caso de Taís Araújo e a cena de sexo anal em Xica da Silva, que a atriz negou fazer. Walcyr Carrasco negou a declaração. Além de Araújo, o Notícias da TV reportou mais 5 dos possíveis casos de "vingança" feita por Walcyr com os atores que se desentederam com ele: Priscila Fantin, Alexandre Barillari, Elizabeth Savalla, Cláudia Raia e Marina Ruy Barbosa.
A resposta de Carrasco após os questionamentos de Camila Queiroz foi: "Por mim, ela não pisa mais na Globo".
Em outro artigo também no Metrópoles, o jornalista Leo Dias disse que "até aqui, a emissora [Globo] não costumava se posicionar de forma tão dura publicamente sobre assuntos relacionados a contratos e distratos. Para citar um exemplo recente, Faustão mereceu uma nota cordial da cúpula global para comunicar a antecipação do fim de seu Domingão."
No Buzzfeed, Fefito disse que em outros casos as notas de divulgadas pela Globo não teve um "tratamento tão furioso" direcionado aos atores: "em casos mais graves, que se tornaram investigações dentro e fora da emissora, o tom adotado pela Globo foi bem mais leve. Trazemos como exemplos os episódios envolvendo José Mayer e Marcius Melhem, ambos acusados de assédio."
No dia 26 de novembro de 2021, o GShow publicou um artigo respondendo as notícias falsas que começaram a circular sobre a saída de Camila Queiroz.

## Exibição

### Brasil
Diferentemente da primeira temporada que foi exibida pela TV Globo em 2015, Verdades Secretas II foi lançada com exclusividade pelo serviço de streaming Globoplay em 20 de outubro de 2021 com 10 capítulos iniciais; com isso, a trama se tornou a primeira telenovela brasileira produzida para uma plataforma de streaming. O primeiro capítulo foi exibido em formato de live, liberado para não assinantes, no dia da estreia.
Segundo a Globoplay, "a cada duas semanas foram lançados mais 10 capítulos"; os últimos dois episódios foram disponibilizados em 17 de dezembro de 2021. Em uma ação inédita, dois finais foram exibidos, ambos em aberto para uma terceira temporada: o final oficial seria confirmado apenas quando a trama for exibida na TV aberta, numa versão editada.
Foi exibida pela TV Globo de 4 de outubro a 18 de novembro de 2022, em 27 capítulos, exatamente um ano depois da reprise da primeira temporada, ocupando inclusive o mesmo horário de sua exibição, mas sendo transmitida de terça a sexta-feira em uma versão editada. Inicialmente, iria ao ar no segundo semestre de 2023, mas foi antecipada para 30 de agosto de 2022. No entanto, devido a presença de cenas sensuais, que ocupam mais da metade do folhetim, a data de estreia foi alterada novamente para serem feitos os devidos ajustes.
Em 9 de novembro de 2022, a trama não foi exibida devido a exibição especial do Som Brasil que homenageou a cantora Gal Costa.

#### Classificação indicativa
A segunda temporada foi autoclassificada pelo serviço de streaming como "não recomendado para menores de 18 anos" por conta de cenas de sexo e violência mais pesadas, o que resultou na primeira novela produzida pelos Estúdios Globo com esta classificação.

### América Latina e Caribe
Em 24 de novembro de 2021, o Grupo Globo e a Warner Bros. Discovery Americas (antigamente WarnerMedia Latin America) anunciaram um acordo para distribuição de conteúdo em toda a América Latina, com exceção do Brasil. A série tem disponibilidade em todo mercado latino-americano através do HBO Max.

## Capítulos
| N.º na série | N.º na temp. | Título        | Dirigido por  | Escrito por     | Exibição original      |
| --- | ------------ | ------------- | ------------- | --------------- | ---------------------- |
| 65 | 1            | "Capítulo 1"  | Amora Mautner | Walcyr Carrasco | 20 de outubro de 2021  |
| Angel é viúva de Guilherme e, endividada e com filho para criar, volta à agência de modelos. Giovanna aparece em sua casa para confrontá-la sobre a morte de Alex. |              |               |               |                 |                        |
| 66 | 2            | "Capítulo 2"  | Amora Mautner | Walcyr Carrasco | 20 de outubro de 2021  |
| Giovanna e Cristiano traçam um plano para fazer Angel confessar o crime. Araídes busca Lara no colégio interno, de onde é expulsa por falta de pagamento. Angel e Cristiano desfilam juntos. |              |               |               |                 |                        |
| 67 | 3            | "Capítulo 3"  | Amora Mautner | Walcyr Carrasco | 20 de outubro de 2021  |
| Depois de desfilarem juntos, Cristiano conhece Angel e tenta se aproximar. Percy se encanta por Angel, que aceita jantar com ele para conseguir dinheiro para os exames do filho. |              |               |               |                 |                        |
| 68 | 4            | "Capítulo 4"  | Amora Mautner | Walcyr Carrasco | 20 de outubro de 2021  |
| Angel dorme com Percy e garante o dinheiro para pagar os exames de Fabricio. Blanche convida Ariel para sair. Os modelos da agência vão à casa noturna de Percy e Ariel. |              |               |               |                 |                        |
| 69 | 5            | "Capítulo 5"  | Amora Mautner | Walcyr Carrasco | 20 de outubro de 2021  |
| Giovanna flagra Cristiano e Angel juntos na boate. Lara diz para Araídes que quer ser modelo como Angel. Blanche descobre o acordo de Visky e Ariel para levar os modelos à boate. |              |               |               |                 |                        |
| 70 | 6            | "Capítulo 6"  | Amora Mautner | Walcyr Carrasco | 20 de outubro de 2021  |
| Ariel esconde de Laila que dormiu com Blanche. Cristiano confessa a Giovanna que se envolveu com Angel. Blanche aceita Laila na agência e diz que ela precisa emagrecer. |              |               |               |                 |                        |
| 71 | 7            | "Capítulo 7"  | Amora Mautner | Walcyr Carrasco | 20 de outubro de 2021  |
| Cristiano pressiona Angel a contar a verdade sobre a morte de Alex. Angel descobre que Fabricio tem uma doença grave. Laila começa a sentir os efeitos dos remédios. |              |               |               |                 |                        |
| 72 | 8            | "Capítulo 8"  | Amora Mautner | Walcyr Carrasco | 20 de outubro de 2021  |
| Cristiano tem mais uma evidência para crer que Angel é a culpada pela morte de Alex. Diante das circunstâncias, ele toma uma decisão. Fabricio inicia o tratamento contra a doença. |              |               |               |                 |                        |
| 73 | 9            | "Capítulo 9"  | Amora Mautner | Walcyr Carrasco | 20 de outubro de 2021  |
| Ariel descobre que Blanche deu remédios a Laila para emagrecer. Visky suspeita de Cristiano. Giovanna descobre que Cristiano destruiu provas da investigação para proteger Angel. |              |               |               |                 |                        |
| 74 | 10           | "Capítulo 10" | Amora Mautner | Walcyr Carrasco | 20 de outubro de 2021  |
| Visky vai atrás de descobrir quem é Cristiano e Tânia se compromete a espionar Giovanna. Blanche fecha negócio com Lúcio e consegue sua ajuda para enganar Ariel. |              |               |               |                 |                        |
| 75 | 11           | "Capítulo 11" | Amora Mautner | Walcyr Carrasco | 3 de novembro de 2021  |
| Ciente de que Cristiano é investigador, Angel se surpreende com pedido de casamento. Joseph se ofende com atitude de Blanche. Cristiano flagra encontro de Angel com Percy. |              |               |               |                 |                        |
| 76 | 12           | "Capítulo 12" | Amora Mautner | Walcyr Carrasco | 3 de novembro de 2021  |
| Angel e Percy passam a noite juntos. Cristiano pede à Giovanna para retomar a investigação. Betty reúne os modelos no ateliê para organizar o desfile do shopping. |              |               |               |                 |                        |
| 77 | 13           | "Capítulo 13" | Amora Mautner | Walcyr Carrasco | 3 de novembro de 2021  |
| Cristiano pressiona o delegado para reabrir o inquérito sobre a morte de Alex e conta a Giovanna que conseguiu evidência que pode incriminar Angel. Os dois voltam a se envolver. |              |               |               |                 |                        |
| 78 | 14           | "Capítulo 14" | Amora Mautner | Walcyr Carrasco | 3 de novembro de 2021  |
| Cristiano, Edney e Eurípedes vão atrás de testemunha que pode incriminar Angel. Giotto flagra Betty com Matheus. Giovanna e Cristiano armam cilada para Benji na boate. |              |               |               |                 |                        |
| 79 | 15           | "Capítulo 15" | Amora Mautner | Walcyr Carrasco | 3 de novembro de 2021  |
| Araídes assume a culpa pela morte de Nicolau para livrar Lara. Sob efeito de remédios, Laila sobe na passarela e Matheus desfila pela primeira vez. |              |               |               |                 |                        |
| 80 | 16           | "Capítulo 16" | Amora Mautner | Walcyr Carrasco | 3 de novembro de 2021  |
| Araídes recebe visita de Lara e a aconselha a ser modelo. Laila finge tomar remédios indicados pelo médico. Benji pressiona Bruno a tirar dinheiro da família. |              |               |               |                 |                        |
| 81 | 17           | "Capítulo 17" | Amora Mautner | Walcyr Carrasco | 3 de novembro de 2021  |
| Bruno se desespera ao ver que Benji caiu pela janela do apartamento e pede ajuda à irmã. Giovanna avança nas evidências contra Angel. Lara se despede da mãe e vai para São Paulo. |              |               |               |                 |                        |
| 82 | 18           | "Capítulo 18" | Amora Mautner | Walcyr Carrasco | 3 de novembro de 2021  |
| Cristiano seduz Angel e os dois ficam juntos. Enquanto ela dorme, ele pega fios de cabelo de sua escova. Laila é levada ao hospital e Ariel questiona Blanche sobre remédios. |              |               |               |                 |                        |
| 83 | 19           | "Capítulo 19" | Amora Mautner | Walcyr Carrasco | 3 de novembro de 2021  |
| Angel conta a Percy que se sente mal com sua forma de amá-la. Visky e Lurdeca ficam. Bruno chantageia a irmã e é internado. Cristiano diz ter provas para colocar Angel na cadeia. |              |               |               |                 |                        |
| 84 | 20           | "Capítulo 20" | Amora Mautner | Walcyr Carrasco | 3 de novembro de 2021  |
| Angel procura Cristiano e pede para que ele abandone a investigação. Lara tenta chegar à agência para falar com Visky. Ariel leva Laila ao psiquiatra. |              |               |               |                 |                        |
| 85 | 21           | "Capítulo 21" | Amora Mautner | Walcyr Carrasco | 17 de novembro de 2021 |
| Presa, Angel recebe visita de Giovanna, que a pressiona a confessar o crime. Cristiano tem crise de consciência. Na agência, Visky enfrenta o investigador e apresenta Lara a Blanche. |              |               |               |                 |                        |
| 86 | 22           | "Capítulo 22" | Amora Mautner | Walcyr Carrasco | 17 de novembro de 2021 |
| Percy promete ajudar Angel em troca de recompensas e contrata advogada para livrá-la. Lurdeca sente um mal-estar na agência. Lua faz seu primeiro ensaio fotográfico. |              |               |               |                 |                        |
| 87 | 23           | "Capítulo 23" | Amora Mautner | Walcyr Carrasco | 17 de novembro de 2021 |
| Angel se surpreende com a visita de Cristiano. Giovanna descobre por Edney e toma atitude. Mais tarde, Angel é levada ao tribunal para audiência. Lurdeca faz uma revelação. |              |               |               |                 |                        |
| 88 | 24           | "Capítulo 24" | Amora Mautner | Walcyr Carrasco | 17 de novembro de 2021 |
| Visky e a turma da agência reagem ao anúncio de Lurdeca. Cristiano tenta achar Bruno em clínica de reabilitação. Lua consegue seu primeiro trabalho como modelo. Nalva aconselha Angel. |              |               |               |                 |                        |
| 89 | 25           | "Capítulo 25" | Amora Mautner | Walcyr Carrasco | 17 de novembro de 2021 |
| Blanche manda Angel embora da agência e Visky promete ajudá-la a voltar. Ele recorre a Percy para convencer a chefe. Cristiano facilita fuga de Bruno da clínica. |              |               |               |                 |                        |
| 90 | 26           | "Capítulo 26" | Amora Mautner | Walcyr Carrasco | 17 de novembro de 2021 |
| Angel aceita proposta de Cristiano para colocar Giovanna na cadeia. Ele promete ajudá-la a encontrar herança. Lua desabafa com Cristiano e Lurdeca decide mudar de cidade. |              |               |               |                 |                        |
| 91 | 27           | "Capítulo 27" | Amora Mautner | Walcyr Carrasco | 17 de novembro de 2021 |
| Visky conta a Lua sobre book rosa. Giovanna procura Percy em sua casa e é surpreendida por Angel. Laila descobre o segredo de Ariel e Blanche revela a Visky o plano de Lurdeca. |              |               |               |                 |                        |
| 92 | 28           | "Capítulo 28" | Amora Mautner | Walcyr Carrasco | 17 de novembro de 2021 |
| Tânia encontra Laila e liga para Ariel. Giovanna se sente ameaçada por Cristiano. Mais tarde, o investigador janta com Lua, que lhe faz um pedido inusitado. |              |               |               |                 |                        |
| 93 | 29           | "Capítulo 29" | Amora Mautner | Walcyr Carrasco | 17 de novembro de 2021 |
| Cristiano diz que ama Angel e promete ajudá-la. Visky dá as instruções para book rosa de Lua. Giovanna recebe intimação da justiça. Ariel tenta descobrir quem deu remédios a Laila. |              |               |               |                 |                        |
| 94 | 30           | "Capítulo 30" | Amora Mautner | Walcyr Carrasco | 17 de novembro de 2021 |
| Giovanna recorre a Cristiano para se livrar da acusação, mas descobre que ele está colaborando com Bruno. Questionada por Ariel, Blanche nega ter dado remédio a Laila. Mark flagra Chiara com cliente do book rosa. |              |               |               |                 |                        |
| 95 | 31           | "Capítulo 31" | Amora Mautner | Walcyr Carrasco | 1 de dezembro de 2021  |
| Giovanna é presa por desacato à autoridade. Lurdeca tem desejos de grávida e Visky se sensibiliza. Ariel diz que vai se vingar de quem forneceu remédios a Laila. Fabrício tem piora. |              |               |               |                 |                        |
| 96 | 32           | "Capítulo 32" | Amora Mautner | Walcyr Carrasco | 1 de dezembro de 2021  |
| Cristiano propõe a Giovanna que o recontrate para provar a morte de Alex. Angel é surpreendida por pedido de casamento de Percy. Lua se decepciona com a carreira de modelo. |              |               |               |                 |                        |
| 97 | 33           | "Capítulo 33" | Amora Mautner | Walcyr Carrasco | 1 de dezembro de 2021  |
| Giovanna diz a Cristiano que vai conseguir o dinheiro para a investigação. Visky conta a Giovanna que Percy aceitou patrocinar seu desfile, mas com uma condição. |              |               |               |                 |                        |
| 98 | 34           | "Capítulo 34" | Amora Mautner | Walcyr Carrasco | 1 de dezembro de 2021  |
| No jantar de noivado, Percy nota clima entre Betty e Matheus. Cristiano e Lua conversam sobre a noite que passaram juntos. Cristiano tenta contar o segredo de Percy para Angel. |              |               |               |                 |                        |
| 99 | 35           | "Capítulo 35" | Amora Mautner | Walcyr Carrasco | 1 de dezembro de 2021  |
| Cristiano se despede e parte para Angra com Thaís. Eles vão em busca do corpo de Alex. Angel teme o que pode ser encontrado. Os meses se passam. |              |               |               |                 |                        |
| 100 | 36           | "Capítulo 36" | Amora Mautner | Walcyr Carrasco | 1 de dezembro de 2021  |
| Com o cadáver de Alex descoberto, Giovanna tem pressa para se vingar de Angel. Ela e Bruno fingem comoção na chegada do corpo do pai. E Cristiano promete ter Angel em suas mãos. |              |               |               |                 |                        |
| 101 | 37           | "Capítulo 37" | Amora Mautner | Walcyr Carrasco | 1 de dezembro de 2021  |
| Visky conta a verdade sobre Blanche para Ariel. Com a divulgação do exame pericial do corpo de Alex marcada, Angel sente-se insegura. Cristiano procura Lua. |              |               |               |                 |                        |
| 102 | 38           | "Capítulo 38" | Amora Mautner | Walcyr Carrasco | 1 de dezembro de 2021  |
| Giovanna se revolta com o resultado do exame pericial. Angel e Percy comemoram a conclusão do caso. Na boate, Ariel jura que vai se vingar de Blanche. |              |               |               |                 |                        |
| 103 | 39           | "Capítulo 39" | Amora Mautner | Walcyr Carrasco | 1 de dezembro de 2021  |
| Angel chora nos braços de Cristiano e se abre. Ariel propõe a Blanche que Percy seja sócio da agência. Fabrício tem piora de saúde. Giovanna não aceita ver Angel livre. |              |               |               |                 |                        |
| 104 | 40           | "Capítulo 40" | Amora Mautner | Walcyr Carrasco | 1 de dezembro de 2021  |
| Giovanna pede a Cristiano que faça Angel confessar o assassinato de Alex. Ele procura delegado para falar sobre sua reintegração à corporação. Blanche repensa a sociedade com Percy. |              |               |               |                 |                        |
| 105 | 41           | "Capítulo 41" | Amora Mautner | Walcyr Carrasco | 13 de dezembro de 2021 |
| Cristiano põe em prática plano para que Angel confesse o assassinato de Alex. Lua encontra Cristiano e eles conversam sobre o relógio furtado. Cristiano faz proposta a Angel. |              |               |               |                 |                        |
| 106 | 42           | "Capítulo 42" | Amora Mautner | Walcyr Carrasco | 13 de dezembro de 2021 |
| Angel flagra Cristiano e Giovanna juntos. Betty planeja separação. Blanche toma uma decisão. Angel propõe acordo com Percy. Giovanna e Cristiano têm discussão. |              |               |               |                 |                        |
| 107 | 43           | "Capítulo 43" | Amora Mautner | Walcyr Carrasco | 13 de dezembro de 2021 |
| Giovanna confronta Cristiano a fim de conseguir gravação de confissão de Angel. Edney se choca com descoberta. Ariel dá continuidade a seu plano de vingança. |              |               |               |                 |                        |
| 108 | 44           | "Capítulo 44" | Amora Mautner | Walcyr Carrasco | 13 de dezembro de 2021 |
| Angel desconfia de que Cristiano possa ter carta na manga contra ela. Giovanna trama plano para atrapalhar Cristiano. Igor encontra Bruno inconsciente. |              |               |               |                 |                        |
| 109 | 45           | "Capítulo 45" | Amora Mautner | Walcyr Carrasco | 13 de dezembro de 2021 |
| Giovanna chantageia Cristiano para conseguir gravação de Angel. Angel é ameaçada por Lua e Tadeu após recusar entregar relógio. Angel responde pedido de casamento de Cristiano. |              |               |               |                 |                        |
| 110 | 46           | "Capítulo 46" | Amora Mautner | Walcyr Carrasco | 13 de dezembro de 2021 |
| Angel urge a Percy que sua viagem ao exterior seja adiantada. Giovanna oferece dinheiro vivo por confissão de Angel. Cristiano mostra gravação de confissão a Angel. |              |               |               |                 |                        |
| 111 | 47           | "Capítulo 47" | Amora Mautner | Walcyr Carrasco | 13 de dezembro de 2021 |
| Cristiano ameaça Angel com gravação. Percy e capangas batem em Cristiano, que promete acabar com Angel. Cristiano toma uma decisão. |              |               |               |                 |                        |
| 112 | 48           | "Capítulo 48" | Amora Mautner | Walcyr Carrasco | 13 de dezembro de 2021 |
| Ariel contrata hacker para acessar contas de Blanche. Bruno faz planos para escapar de clínica de desintoxicação. Angel visita apartamento de Giovanna. |              |               |               |                 |                        |
| 113 | 49           | "Capítulo 49" | Amora Mautner | Walcyr Carrasco | 17 de dezembro de 2021 |
| Cristiano convoca imprensa. Blanche descobre que Ariel retirou dinheiro de sua conta. Bruno foge da clínica com colega interno. Visky tenta convencer Cristiano a falar com Angel. |              |               |               |                 |                        |
| 114 | 50           | "Capítulo 50" | Amora Mautner | Walcyr Carrasco | 17 de dezembro de 2021 |
| Angel pede que Nalva arrume malas de Faby para viagem. Blanche demite Visky que implora por sua posição. Bruno surpreende Pia e Igor. Ariel finaliza plano de vingança. Final 1: Angel descobre que o piloto é Alex e o avião decola sem Giovanna. Final 2: Ao entrar no avião, Angel descobre que o piloto é Alex e o mesmo dispara contra ela. Giovanna entra no avião e dá de cara com seu pai, enquanto Angel está baleada. |              |               |               |                 |                        |

## Recepção

### Crítica
No jornal O Globo, Patrícia Kogut deu nota zero e criticou "o didatismo recorrente nos diálogos": "o público não é esse burro, não."
Em sua coluna no UOL, Marcelle Carvalho disse que Verdades Secretas 2 é o "típico caso da continuação que não deveria existir". No Notícias da TV, Gabriel Vaquer disse que é um "caos em forma de novela, Verdades Secretas 2 não tinha razão de existir". Também no Notícias da TV, Guilherme Machado chamou a novela de "muito idiota" e questionou se não seria uma nova Cinderela Baiana (uma das piores produções feita no Brasil). No Metrópoles, Carla Bittencourt avaliou como um "soft porn do início ao fim". No Observatório da TV, Fabio Augusto destacou que, além de todos os problemas da novela, o autor Walcyr Carrasco subestimou a inteligência do público ao ressuscitar Alex.

### Audiência
Em sua estreia na TV aberta, a novela marcou 9,7 pontos na Grande São Paulo, número inferior ao registrado pelo Profissão Repórter nessa mesma faixa horária nas últimas semanas. O segundo capítulo perdeu mais telespectadores do que na estreia e marcou 6,1 pontos. O quarto capítulo bate recorde e marcou 10,6 pontos, sendo a maior de sua exibição. Nos dias 21 de outubro e 4 de novembro, a novela marcou 10,5 pontos. Seu menor índice foi de 5,3 pontos, no dia 2 de novembro. O último capítulo marcou 9,5 pontos. Teve média geral de 8 pontos, sendo o pior índice do horário.

### Prêmios e indicações
| Ano  | Prêmio                    | Categoria             | Indicação       | Resultado | Ref.          |
| ---- | ------------------------- | --------------------- | --------------- | --------- | ------------- |
| 2021 | Prêmio F5                 | Melhor Novela         | Walcyr Carrasco | Indicado  | [ 56 ] [ 57 ] |
| 2021 | Prêmio F5                 | Melhor Ator de Novela | Rainer Cadete   | Indicado  |               |
| 2021 | Melhores do Ano NaTelinha | Melhor Ator           | Rômulo Estrela  | Venceu    | [ 58 ] [ 59 ] |
| 2022 | Prêmio Contigo! Online    | Revelação da TV       | Rhay Polster    | Indicada  | [ 60 ] [ 61 ] |

## Músicas

### Original
A música incidental original da novela, composta por Eduardo Queiroz, foi lançada na plataforma digital de streaming Apple Music.
- "01. Confession- Eduardo Queiroz e Bibi Cavalcante
- "02. Verdades Secretas – Eduardo Queiroz e Guilherme Rios
- "03. Lugar Incerto – Eduardo Queiroz e Felipe Alexandre
- "04. Natural Killer – Eduardo Queiroz
- "05. Bad Trip – Eduardo Queiroz e Filipe Miu
- "06. Berlin Geheimnis – Eduardo Queiroz
- "07. Visky – Eduardo Queiroz e Felipe Alexandre
- "08. Auffliegen – Eduardo Queiroz e Guilherme Rios
- "09. Farlight – Eduardo Queiroz
- "10. Amor Fati – Eduardo Queiroz e Filipe Miu
- "11. Masquerade – Eduardo Queiroz e Bibi Cavalcante
- "12. Hipnose – Eduardo Queiroz
- "13. Criminal – Eduardo Queiroz e Guilherme Rios
- "14. Night City – Eduardo Queiroz
- "15. Madam – Eduardo Queiroz e Guilherme Rios
- "16. Clap Your Hands – Eduardo Queiroz e Guilherme Rios
- "17. Tokyo Himitsu – Eduardo Queiroz
- "18. Dubai Asrar – Eduardo Queiroz
- "19. Chaos Rising – Eduardo Queiroz e Filipe Miu
- "20. Jogo Duplo – Eduardo Queiroz e Felipe Alexandre
- "21. Fatale – Eduardo Queiroz e Guilherme Rios
- "22. Morte Presumida – Eduardo Queiroz
- "23. Litle Planet – Eduardo Queiroz
- "24. Just – Eduardo Queiroz e Felipe Alexandre
- "25. Awakening – Eduardo Queiroz e Felipe Alexandre
- "26. Misery – Eduardo Queiroz e Guilherme Rios
- "27. Eros – Eduardo Queiroz e Filipe Miu
- "28. Waffe – Eduardo Queiroz e Felipe Alexandre
- "29. Drip – Eduardo Queiroz
- "30. Thrill – Eduardo Queiroz e Felipe Alexandre
- "31. Krank – Eduardo Queiroz e Guilherme Rios
- "32. Denial – Eduardo Queiroz e Filipe Miu
- "33. Cat Walk – Eduardo Queiroz
- "34. Hotel Room – Eduardo Queiroz
- "35. Disturbing – Eduardo Queiroz
- "36. Go Boy – Eduardo Queiroz
- "37. Molly – Eduardo Queiroz e Felipe Alexandre
- "38. Falso Brilhante – Eduardo Queiroz e Guilherme Rios
- "39. Lost Pieces – Eduardo Queiroz e Bibi Cavalcante
- "40. Strawberries – Eduardo Queiroz
- "41. Uncanny Love – Eduardo Queiroz e Filipe Miu
- "42. The Broken Song – Eduardo Queiroz e Guilherme Rios
- "43. Sorrow – Eduardo Queiroz e Felipe Alexandre
- "44. O Escolhido – Eduardo Queiroz e Guilherme Rios
- "45. Innocence – Eduardo Queiroz e Felipe Alexandre
- "46. Libélulas – Eduardo Queiroz e Filipe Miu
- "47. Underground – Eduardo Queiroz e Felipe Alexandre
- "48. Resquícios – Eduardo Queiroz
- "49. Vestígios de Sangue – Eduardo Queiroz
- "50. Os Outros – Eduardo Queiroz e Felipe Alexandre
- "51. Hildur – Eduardo Queiroz e Guilherme Rios
- "52. Paranoid – Eduardo Queiroz e Filipe Miu
- "53. Eightzero – Eduardo Queiroz e Guilherme Rios
- "54. Tie Me Up – Eduardo Queiroz e Felipe Alexandre
- "55. Rave – Eduardo Queiroz
- "56. Love Story – Eduardo Queiroz e Guilherme Rios
- "57. Zona Sul – Eduardo Queiroz e Guilherme Rios
- "58. Reluzir – Eduardo Queiroz e Filipe Miu
- "59. Everytime – Eduardo Queiroz e Felipe Alexandre
- "60. Forgiveness – Eduardo Queiroz e Guilherme Rios
- "61. Odd Tastes – Eduardo Queiroz e Filipe Miu
- "62. Auras – Eduardo Queiroz e Felipe Alexandre
- "63. Nowhere – Eduardo Queiroz
- "64. Desalento – Eduardo Queiroz e Felipe Alexandre
- "65. Armadilhas – Eduardo Queiroz
- "66. Minotauro – Eduardo Queiroz e Felipe Alexandre
- "67. Lost Highway – Eduardo Queiroz
- "68. Impacto – Eduardo Queiroz
- "69. Confissão Secreta – Eduardo Queiroz
- "70. Slot – Eduardo Queiroz
- "71. Upside Down – Eduardo Queiroz
- "72. Vulture – Eduardo Queiroz e Felipe Alexandre
- "73. Medo – Eduardo Queiroz e Felipe Alexandre
- "74. Enigma – Eduardo Queiroz e Felipe Alexandre
- "75. Lost Birds – Eduardo Queiroz e Felipe Alexandre
- "76. Blink Eyes – Eduardo Queiroz
- "77. Comedown – Eduardo Queiroz
- "78. Comic Dance – Eduardo Queiroz e Felipe Alexandre

### Playlist oficial - Globoplay
No perfil oficial do Globoplay foi lançado uma playlist oficial, que incluí os temas musicais executados na novela. 
- "01 Two Weeks – FKA Twigs (tema de abertura)
- "02 The Curse – Agnes Obel  (tema de Angel e Cristiano)
- "03 Shadow – Chromatics (tema geral)
- "04 Your Body Changes Everything (Boy Harsher Remix) – Perfume Genius e Boy Harsher (tema de Ariel)
- "05 Smalltown Boy – Bronski Beat
- "06 Oblivion – Grimes (tema da Blanche Models)
- "07 Help Me Lose My Mind – Disclosure and London Grammar (tema da Radar Club)
- "08 Flerte Revival – Letrux (tema de Visky)
- "09 Heart of Glass – Blondie (tema dos desfiles)
- "10 The Only Way - Tricky (tema de Cristiano)
- "11 Funnel Of Love – Wanda Jackson
- "12 You Should See Me In A Crown – Billie Eilish (tema de Giovanna)
- "13 Fade To Grey – Visage
- "14 My Name Is Trouble – Keren Ann (tema de Lara)
- "15 The Fall – Rhye
- "16 Cosmic Dancer – Nick Cave
- "17 (You Don´T Know) How Glad I Am – Nancy Wilson (tema de Percy)
- "18 Overpowered – Róisín Murphy
- "19 Summer Kisses, Winter Tears – Julee Cruise